# Јелена Анђелина Дука
Хелена Анђел Дука (око 1242 – 1271) била је краљица Сицилије као друга жена краља Манфреда Хоенштауфена. Краљица Јелена је била ћерка епирског деспота Михаила II Комнина Дуке и свете деспине Теодоре Петралифене. Њен брак је био склопљен као гаранција савезништва њеног оца и владара Сицилије против растуће моћи Никејског царства.

## Брак
Била је удата за краља Манфреда од Сицилије 2. јуна 1259. године, након смрти његове прве жене краљице Беатриче Савојске 1257. године, и његовог властитог успона на престо 10. августа 1258. године. Д. Ј. Геанакоплос примећује да је овај брак био изненађујући, с обзиром да је Манфредов отац цар Фридрих II био у савезу са царем Јованом III Дуком Ватацем, покојним владаром Никејске империје, али „мора се узети у обзир да је освајање Византијског царства било традиционални нормански циљ скоро један век, и да је краљ Манфред сада био у довољно снажној позицији у Италији да одбаци очево савезништво и да тражи оне који би му могли помоћи у његовим амбицијама за доминацијом на Балкану.“ До нас је дошло неколико детаља о томе како је овај брак уређен. „Било би интересантно“, примећује Геанакоплос, „да се зна ко је преузео иницијативу за постизање брачног савеза; да ли је Манфредов брак претходио браку кнеза Вилијама II Ахајског са Аном, још једном ћерком деспота Михаила II; и, што је најважније, да ли је Манфредов Епирски посед добијен од деспота Михаила II као резултат освајања или као мираз.“
Краљ Манфред је заузео Драч и његову околину у наредне две године. деспот Михаило II је и даље имао територијалне претензије на град, али се у то време спремао да опседне Солун. Хеленин мираз обухватао је сва права на Драч и околину заједно са острвом Крфом. Крф је био једина јасна територијална добит за краља Манфреда.

## Заточеништво
Краљ Манфред је погинуо у бици код Беневента 26. фебруара 1266. године, док се борио против свог ривала и наследника краља Карла I од Сицилије. Краљ Карло I је ухватио краљицу Хелену и затворио је. Живела је пет година касније у заточеништву у замку Ночера Инфериоре где је умрла 1271. године.

## Деца
Краљица Хелена Анђел и краљ Манфред Хоенштауфен су имали четворо деце:
- Беатрикса Сицилијанска (око 1260 – пре 1307); затворена у Кастел дел Монте до ослобођења, касније се удала за Манфреда IV од Салуца.
- Фридрих Сицилијански (око 1259. – последњи пут жив се помиње 1312.), прво затворен у Кастел дел Монтеу, а од 1299. године, надаље у Кастел дел'Ово. Побегао је из затвор у Немачку, проводећи време на неколико европских дворова пре него што је умро у Египту.[5]
- Хенрик од Сицилије (мај 1262 – 31. октобар 1318), прво затворен у Кастел дел Монтеу, а од 1299. године, надаље у Кастел дел'Ово. Био је последњи члан династије Хоенштауфен.[6]
- Енцио (Ацолино) од Сицилије (око 1261 – око 1301), прво затворен у Кастел дел Монтеу, а од 1299. године, надаље у Кастел дел'Ово.